# Alpen Cup w kombinacji norweskiej 2021/2022
Alpen Cup w kombinacji norweskiej 2021/2022 to kolejna edycja tego cyklu zawodów. Rywalizacja rozpoczęła się 11 września 2021 r. w niemieckim Oberwiesenthal, a zakończyła się 13 marca 2022 r. w austriackim Eisenerz.
Tytułu z poprzedniej edycji bronił Austriak Florian Kolb. W tym sezonie natomiast najlepszy okazał się Włoch Iacopo Bortolas.

## Kalendarz i wyniki
| Lp. | Data             | Miejscowość    | Dystans               | 1. miejsce                                                                  | 2. miejsce                                                            | 3. miejsce                                                         |
| --- | ---------------- | -------------- | --------------------- | --------------------------------------------------------------------------- | --------------------------------------------------------------------- | ------------------------------------------------------------------ |
| 1.  | 11 września 2021 | Oberwiesenthal | Gundersen HS106/10 km | Iacopo Bortolas                                                             | Severin Reiter                                                        | Tristan Sommerfeldt                                                |
| 2.  | 12 września 2021 | Oberwiesenthal | Gundersen HS106/5 km  | Iacopo Bortolas                                                             | Tristan Sommerfeldt                                                   | Jan Andersen                                                       |
| 3.  | 25 września 2021 | Tschagguns     | Gundersen HS108/10 km | Iacopo Bortolas                                                             | Lenard Kersting                                                       | Jirí Konvalinka                                                    |
| 4.  | 26 września 2021 | Tschagguns     | Gundersen HS108/5 km  | Iacopo Bortolas                                                             | Severin Reiter                                                        | Maximilian Wastian                                                 |
| 5.  | 18 grudnia 2021  | Seefeld        | Gundersen HS109/5 km  | Jan Andersen                                                                | Severin Reiter                                                        | Marco Heinis                                                       |
| 6.  | 19 grudnia 2021  | Seefeld        | Gundersen HS109/10 km | Severin Reiter                                                              | Jan Andersen                                                          | Marco Heinis                                                       |
| 7.  | 15 stycznia 2022 | Schonach       | Gundersen HS106/10 km | Iacopo Bortolas                                                             | Simon Mach                                                            | Jan Andersen                                                       |
| 8.  | 16 stycznia 2022 | Schonach       | Gundersen HS106/5 km  | Jirí Konvalinka                                                             | Samuel Lev                                                            | Jan Andersen                                                       |
| 9.  | 5 lutego 2022    | Predazzo       | Gundersen HS106/6 km  | Benedikt Gräbert                                                            | Matija Zelnik                                                         | Kilian Gütl                                                        |
| 10. | 6 lutego 2022    | Predazzo       | HS106/4x4 km          | Austria Jonas Fischbacher · Sebastian Arnold · Leonard Netzer · Kilian Gütl | Niemcy Lukas Wied · Nick Schönfeld · Albin Stenzel · Benedikt Gräbert | Słowenia Gregor Kadivec · Urban Zajec · Jošt Juvan · Matija Zelnik |
| 11. | 12 lutego 2022   | Kranj          | Gundersen HS109/10 km | Lenard Kersting                                                             | Tristan Sommerfeldt                                                   | Nick Schönfeld                                                     |
| 12. | 13 lutego 2022   | Kranj          | Gundersen HS109/5 km  | Jirí Konvalinka                                                             | Nick Schönfeld                                                        | Richard Stenzel                                                    |
| 13. | 12 marca 2022    | Eisenerz       | Gundersen HS109/10 km | Lenard Kersting                                                             | Pirmin Maier                                                          | Benedikt Gräbert                                                   |
| 14. | 13 marca 2022    | Eisenerz       | Gundersen HS109/5 km  | Pirmin Maier                                                                | Benedikt Gräbert                                                      | Samuel Lev                                                         |

## Klasyfikacja generalna
| M.  | Zawodnik                 | Punkty |
| --- | ------------------------ | ------ |
| 1.  | Iacopo Bortolas          | 617    |
| 2.  | Severin Reiter           | 546    |
| 3.  | Lenard Kersting          | 526    |
| 4.  | Jan Andersen             | 462    |
| 5.  | Jirí Konvalinka          | 415    |
| 6.  | Pirmin Maier             | 388    |
| 7.  | Samuel Lev               | 336    |
| 8.  | Stefano Radovan          | 295    |
| 9.  | Simon Mach               | 282    |
| 10. | Maximilian Wastian       | 281    |
| ... |                          |        |
| 51. | Maciej Gąsienica-Ciaptak | 7      |

| Lp. | Drużyna         | Punkty |
| --- | --------------- | ------ |
| 1.  | Niemcy          | 6715   |
| 2.  | Austria         | 3813   |
| 3.  | Włochy          | 1981   |
| 4.  | Słowenia        | 1456   |
| 5.  | Czechy          | 1352   |
| 6.  | Francja         | 657    |
| 7.  | Wielka Brytania | 118    |
| 8.  | Polska          | 7      |
| 9.  | Szwajcaria      | 5      |